# Brasse Brännström

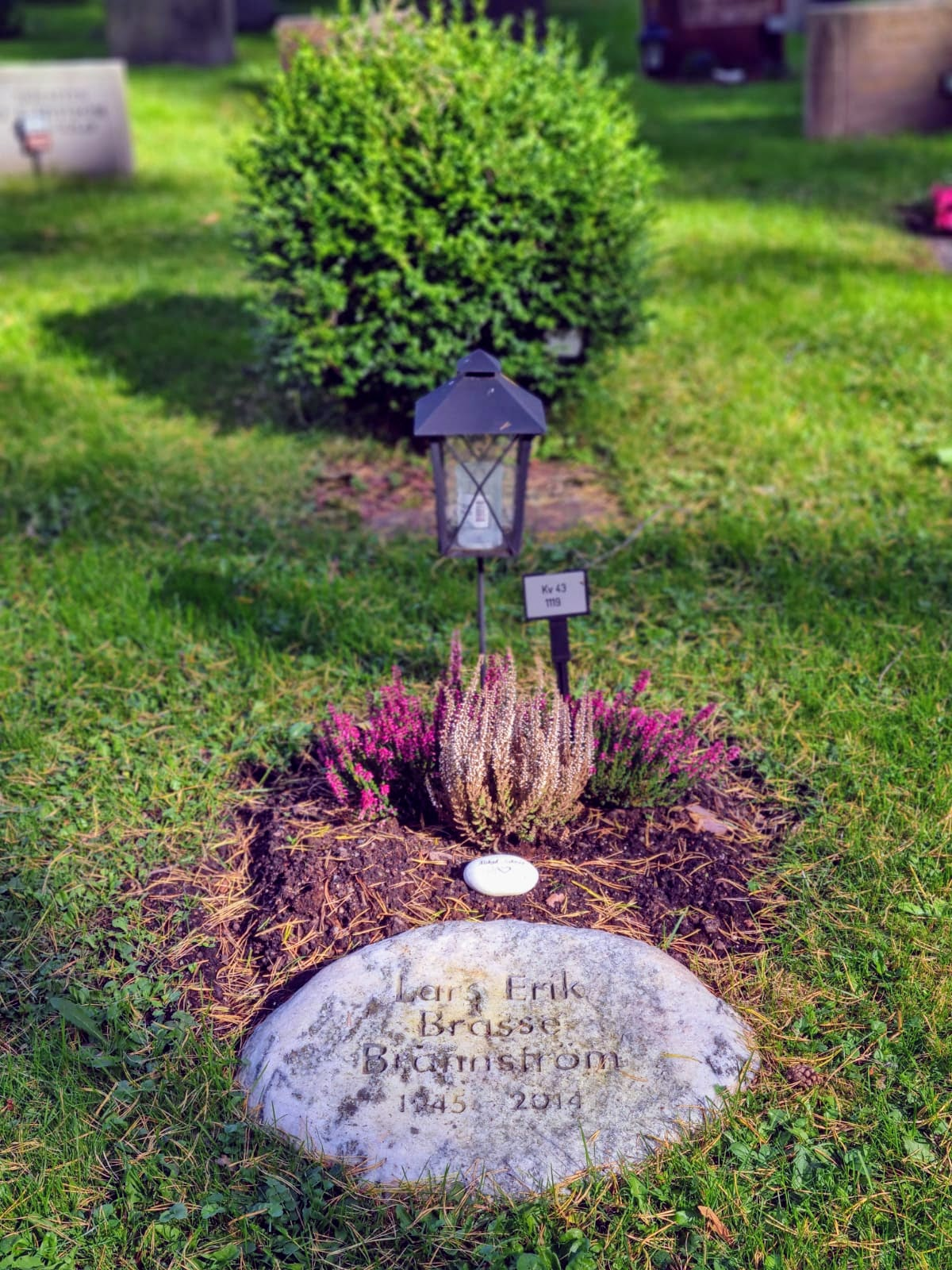
Brasse Brännströms gravvård på Skogskyrkogården i Stockholms kommun.

Lars Erik Brännström, känd som Brasse Brännström, född 27 februari 1945 i S:t Görans församling i Stockholm, död 29 augusti 2014 i Stockholm, var en svensk skådespelare och komiker. Brännström var bland annat känd för barnprogrammet Fem myror är fler än fyra elefanter, där han spelade tillsammans med Magnus Härenstam och Eva Remaeus, samt från filmer som En kille och en tjej och Den bästa sommaren.

## Biografi
Under andra världskriget träffades Brännströms föräldrar på en båt, där fadern var sjöman och modern akterstäderska. Efter att fartyget hade sprängts sönder av en mina sadlade fadern om och blev sedermera kontrollant av olje- och kolsystem i flerbostadshus i Stockholm. Familjen flyttade ständigt in i nybyggda lägenheter i bland annat Bandhagen, Västertorp och Tallkrogen. Brännström fick smeknamnet "Brasse" i småskolan under uppväxten i Kristineberg. Sånglärarinnan på folkskolan i Västertorp övertygade Brännströms föräldrar att låta honom börja i en av Eriksdals musikklasser. Därefter följde Adolf Fredriks Musikklasser och Stockholms Musikgymnasiums allmänna linje där han lärde känna Lasse Hallström. I mitten av 1960-talet läste han under några år på Stockholms universitet, där han och Lasse Hallström lärde känna Magnus Härenstam.
Brännström blev känd via TV tillsammans med Magnus Härenstam och Lasse Hallström. År 1970 kom deras första gemensamma produktion, TV-programmet Oj, är det redan fredag?. Tillsammans med Härenstam gick Brännström vidare till krogscenen under beteckningen "Magnus och Brasse"; Härenstam gjorde ofta den koleriska och strikta typen, medan Brännströms karaktärer var mer tafatta och försagda. Deras stora folkliga genombrott kom 1973 med barnprogrammet Fem myror är fler än fyra elefanter. Serien blev ett av de mest populära svenska barnprogrammen genom tiderna och Brännströms återkommande replik "Fel, fel, fel!" blev ett välkänt uttryck.
Han medverkade i Sommar i P1 1983.
Brännström gjorde ett stort antal filmroller, till exempel i En kille och en tjej (1975) och Två killar och en tjej (1983), filmer gjorda av Lasse Hallström, samt medverkade i filmer som Sprängaren (2001) och Den bästa av mödrar (2005).
Som manusförfattare har Brännström svarat för filmer som Mitt liv som hund (1985) (som nominerades till en Oscar för bästa manus) och 1939 (1989).
Under 1980- och 90-talet var Brännström teaterchef för Maximteatern i Stockholm tillsammans med Magnus Härenstam, Lill Lindfors och Aller Johansson. Under 1990-talet drabbades Brännström av scenskräck, vilket gjorde att han drog sig tillbaka ifrån skådespeleriet under ett antal år. Peter Flack lockade upp honom på scenen igen i revyn Hjalmar på nätet 2000-2001. Därefter gjorde han succé med enmansföreställningen Grottmannen som turnerade runt hela landet. För den pjäsen fick han motta Guldmasken för bästa manliga huvudroll i talpjäs.
Brännström spelade även i kortfilmen Stora & små Mirakel av Marcus Ahlbeck Olsson, som blev Oscarsnominerad 2000. År 2005 återförenades han med Magnus Härenstam på Chinateatern i Neil Simons komedi Muntergökarna där Brasse spelade huvudrollen som den bittre komikern Leonard. År 2013 tilldelades han, tillsammans med Magnus Härenstam, priset Lisebergsapplåden vid en ceremoni samma dag som Liseberg öppnade för sommarsäsongen 27 april 2013.
Brännström avled den 29 augusti 2014 i sitt hem i Stockholm av hjärtsvikt och begravdes på Skogskyrkogården.

### Privatliv
Brännström var 1974–1984 sambo med Lill Lindfors. Åren 1995–2002 var han gift med Git Erixon (född 1961), som hans arv testamenterades till. Han var barnlös.

## Filmografi
| - 1972 – Klara Lust - 1975 – En kille och en tjej (även manus) - 1976 – Fleksnes fataliteter - 1979 – Jag är med barn (manus) - 1980 – Mannen som blev miljonär - 1981 – Sopor - 1983 – Två killar och en tjej (även manus) - 1983 – Kalabaliken i Bender - 1983 – P&B - 1984 – Sköna juveler - 1988 – Folk och rövare i Kamomilla stad - 1989 – 1939 (manus) - 1999 – Trettondagsafton - 2000 – Den bästa sommaren - 2000 – Pelle Svanslös och den stora skattjakten - 2000 – Hjärta av sten - 2000 – Gossip - 2001 – Sprängaren - 2003 – Paradiset - 2005 – Den bästa av mödrar - 2009 – Kenny Begins - 2011 – Åsa-Nisse – wälkom to Knohult - 2013 – Bäst före - 2014 – Hot Nasty Teen | - 1970 – Oj, är det redan fredag? (TV-serie) - 1973 – Kanal 22 (TV-serie) - 1973 – Pappas pojkar (TV-serie) - 1973–1974 – Fem myror är fler än fyra elefanter (TV-serie) (även julkalender 1977) - 1978 – Skyll inte på mig! (TV-serie) - 1980 – Magnus och Brasse Show (TV-serie) - 1995 – Mitt sanna jag (TV-serie) - 1997 – Pelle Svanslös (TV-serie) (julkalender) - 1999 – Ett litet rött paket (TV-serie) - 2001 – En ängels tålamod (TV-serie) - 2002 – Dieselråttor & sjömansmöss (TV-serie) (julkalender) - 2003 – Swedenhielms (TV-pjäs) - 2005–2006 – Hon och Hannes (TV-serie) |

## Teater

### Roller
| År   | Roll          | Produktion                                                                | Regi                             | Teater                            |
| ---- | ------------- | ------------------------------------------------------------------------- | -------------------------------- | --------------------------------- |
| 1973 |               | Lill med Magnus och Brasse, krogshow                                      |                                  |                                   |
| 1974 |               | Levande på Nya Bacchi, krogshow Brasse Brännström och Magnus Härenstam    |                                  | Bacchi Wapen                      |
| 1975 |               | Varning för barn, krogshow Brasse Brännström och Magnus Härenstam         |                                  | Bacchi Wapen/ Restaurang Trädgårn |
| 1978 |               | Det är serverat, krogshow Brasse Brännström och Magnus Härenstam          |                                  | Berns/ Restaurang Trädgårn        |
| 1981 |               | Show på Trägår'n, krogshow                                                |                                  |                                   |
| 1984 | Alfred        | Emil i Lönneberga Astrid Lindgren                                         | Staffan Götestam                 | Göta Lejon                        |
| 1984 | Dr Einstein   | Arsenik och gamla spetsar (Arsenic and Old Lace) Joseph Kesselring        | Lars Amble                       | Maximteatern                      |
| 1992 |               | Trassel (Out of Order) Ray Cooney                                         | Lars Amble                       | Maximteatern                      |
| 1994 | Björn         | I nöd och lust (The Cemetery Club) Ivan Menchell                          | Lars Amble                       | Maximteatern                      |
| 1996 | Göran Helén   | Rakt ner i fickan (Cash on Delivery) Michael Cooney                       | Lars Amble                       | Maximteatern                      |
| 1998 | Jan           | Pengarna eller livet (Funny Money) Ray Cooney                             | Lars Amble                       | Maximteatern                      |
| 2000 | Professorn    | Markurells i Wadköping Hjalmar Bergman                                    | Peter Dalle                      | Dramaten                          |
| 2002 |               | Grottmannen - ett hejdlöst försvarstal (Defending the Caveman) Rob Becker | Bjarni Haukur Þórsson            | Turné                             |
| 2005 | Leonard Green | Muntergökarna (The Sunshine Boys) Neil Simon                              | Bjarni Haukur Thorsson           | Chinateatern                      |
| 2007 | Bertil Berg   | Otroligt het! Krister Classon och Lars Classon                            | Krister Classon och Lars Classon | Vasateatern                       |
| 2008 | Conny Blom    | Kuta och kör (Run for Your Wife) Ray Cooney                               | Bo Hermansson                    | Lorensbergsteatern                |
| 2011 | Edgar         | Dödsdansen August Strindberg                                              | Emil Graffman                    | Helsingborgs Stadsteater          |

## Datorspel
- 1999 - Fem myror är fler än fyra elefanter - Första delen
- 2000 - Fem myror är fler än fyra elefanter - Andra delen

## Priser och nomineringar
| År   | Uppsättning          | Pris       | Kategori                   | Resultat  |
| ---- | -------------------- | ---------- | -------------------------- | --------- |
| 1987 | Mitt liv som hund    | Oscar      | Bästa manus efter förlaga  | Nominerad |
| 1999 | Pengarna eller livet | Guldmasken | Bästa manliga skådespelare | Vann      |
| 2001 | Gossip               | Guldbaggen | Bästa manliga biroll       | Nominerad |
| 2002 | Sprängaren           | Guldbaggen | Bästa manliga biroll       | Vann      |
| 2004 | Grottmannen          | Guldmasken | Bästa manliga skådespelare | Vann      |
| 2009 | Kuta och kör         | Guldmasken | Bästa manliga skådespelare | Nominerad |